# Cortés (banda)
Cortés es un dúo que en sus inicios estuvo formado por los primo-hermanos Iván García Cortés y Jesús Helmo Cortés, nacidos en Cádiz (España). En 2020 reapareció con la incorporación del cantante de pop latino Jesús Lozano de Jerez de la Frontera, cuyo nombre artístico es Lozano, ya que Jesús Helmo encaminó su carrera profesional hacia el baile flamenco.
Con la incorporación de Lozano junto a Iván Cortés actualmente preparan el segundo trabajo de estudio del dúo.

## Trayectoria
Siendo primos hermanos por parte de madre, se unieron para participar en un concurso de jóvenes talentos organizado por una TV local de la ciudad, para que alguien se fijase en ellos y les grabase una maqueta.
Así comenzó la historia de este dúo llamado “CORTÉS”. Este nombre también da título a una canción compuesta por ellos incluida dentro de este primer trabajo. Su primer single fue "La vida da vueltas", que fue la canción de cabecera de la serie de televisión Arrayán, emitida en Canal Sur.
Tras el primer disco, que alcanzaría un gran éxito en toda la geografía española y en muchos países de habla hispana, el grupo se disuelve por motivos de desacuerdo con la compañía y no sería hasta el año 2020 cuando en plena pandemia de COVID-19 el antiguo componente Iván Cortés y el cantante jerezano Lozano acuerdan el regreso del Dúo calando la noticia muy hondo entre los fans a nivel Nacional e Internacional que renacen al igual que el grupo y empiezan un movimiento viral en varias redes sociales en apenas dos semanas. Sus nuevos éxitos "Querida señorita" y "Yo soy el amante" son el reflejo de esta nueva aventura del dúo 2.0